# Afrika-Regiment 361
Das Verstärkte Afrika-Regiment 361 war ein Infanterie-Regiment des Heeres der deutschen Wehrmacht im Zweiten Weltkrieg.

## Regimentsgeschichte
Das Regiment wurde Mitte Juni 1941 als Verstärktes Afrika-Regiment 361 u. a. auf dem Truppenübungsplatz Baumholder aufgestellt. Durch die Artillerie-Abteilung und die später dazukommende Flak-Kompanie war das Regiment als „verstärkt“ geführt.
Das Regiment bestand aus ehemaligen Angehörigen der französischen Fremdenlegion. Dieser Personenkreis galt zwar nicht als wehrunwürdig im Sinne des § 13 des Wehrgesetzes. Freiwilligenmeldungen ehemaliger Legionäre wurden bis dahin aber in der Regel abgelehnt. Eingestellte ehemalige Fremdenlegionäre, die nicht im Besitz einer besonderen Zulassung waren, waren aus der Wehrmacht zu entlassen. Heimkehrende Fremdenlegionäre wurden ab 1934 Opfer von Zwangsmaßnahmen und konnten auch ihre deutsche Staatsangehörigkeit verlieren. Für eine mehrwöchige Umerziehung wurden sie u. a. seit Ende 1934 in das Arbeitshaus Kislau (ab 1936 „Bewahrungslager“), welches zugleich ein Konzentrationslager war, oder 1942 übergangsweise in das SS-Sonderlager Hinzert eingewiesen. Nach der Umerziehung konnten sie aus der Zwangsmaßnahme entlassen werden, waren aber trotzdem nach der Wiedereinführung der Wehrpflicht im März 1935 weiterhin „wehrunwürdig“ und damit vom Dienst in der Wehrmacht ausgeschlossen.
Den ersten Einsatz sah das Regiment, welches weder als Strafbataillon noch als regulärer Truppenteil angesehen werden kann, als Teil der 90. leichten Afrika-Division während des deutsch-italienischen Afrikafeldzugs. 
Im April 1942 wurde das Regiment in Leichtes Infanterie-Regiment 361 umbenannt. Mitte des Jahres folgten kurz hintereinander zwei Umbenennungen: erst in Schützen-Regiment 361 und anschließend in Panzer-Grenadier-Regiment 361.
Im Mai 1943 wurde das Regiment bei Tunis vernichtet. Die verbliebenen Regimentsangehörigen gingen in Kriegsgefangenschaft.
Anfang Juli 1943 wurde das Panzer-Grenadier-Regiment 361 auf Korsika aus dem kurz vorher aufgestellten Sturm-Regiment 853 und Teilen des ehemaligen Afrika-Regiments neu aufgestellt. Die Unterstellung erfolgte unter die 90. Panzergrenadier-Division. Das Regiment kämpfte u. a. in der Schlacht um Ortona. Die Einheit kapitulierte Ende April 1945 in Südtirol.

## Kommandeure
- Oberstleutnant/Oberst Hans-Levin von Barby: von 1942 bis Mai 1942 († 27. Mai 1942)
- Oberstleutnant Albert Panzenhagen: von Juli 1942 bis 1944
- Oberstleutnant Herbert Ziegler († Ende Juni 1944)

## Gliederung
1941
- Stab aus Wehrkreis XII (Baumholder)
- I. Bataillon aus Wehrkreis XII (Baumholder)
- II. Bataillon aus Wehrkreis VI (Rheine)
- Artillerie-Abteilung 361 mit drei Batterien, bereits Anfang Juni 1941 aufgestellt, ab August 1942 I./Artillerie-Regiment 190 der 90. leichte Afrika-Division
- Flak-Kompanie 361, ab Ende Juli 1941 aus dem Flak-Bataillon 613